# Miuroglanis platycephalus
Miuroglanis platycephalus là một loài cá da trơn trong họ Trichomycteridae, và loài duy nhất trong chi Miuroglanis. This fish có nguồn gốc từ Solimões River basin.